# Мужево (Московская область)
Мужево — деревня в Клинском районе Московской области, в составе Воронинского сельского поселения. Население — 13 чел. (2010). До 2006 года Мужево входило в состав Слободского сельского округа
Деревня расположена в северной части района, примерно в 14 км к северо-северо-востоку от райцентра Клин, на безымянном левом притоке реки Берёзовка (левый приток Сестра), высота центра над уровнем моря 148 м. Ближайшие населённые пункты — примыкающее на севере Аксеново и Рогатино на северо-западе.

## Население
| 2002 | 2006 | 2010 |
| ---- | ---- | ---- |
| 8    | ↘5   | ↗13  |